# Mistrovství Evropy v zápasu ve volném stylu 1937
Mistrovství Evropy v zápasu ve volném stylu mužů proběhl v Mnichově (Nacistické Německo).

## Muži
| Kategorie | Zlato               | Stříbro            | Bronz            |
| --------- | ------------------- | ------------------ | ---------------- |
| 56 kg     | Jakob Brendel       | Herman Tuvesson    | Wiliam Mannula   |
| 61 kg     | Ferenc Tóth         | Kustaa Pihlajamäki | Josef Polák      |
| 66 kg     | Heinrich Nettesheim | Gösta Frändfors    | Fritz Vordermann |
| 72 kg     | Fritz Schäfer       | Willy Angst        | Antti Mäki       |
| 79 kg     | Ivar Johansson      | János Riheczky     | Paul Dätwyler    |
| 87 kg     | Axel Cadier         | Paul Böhmer        | József Palotás   |
| +87 kg    | Kurt Hornfischer    | Willy Lardon       | Gyula Bóbis      |